# Камениця (Конінський повіт)
Камениця (пол. Kamienica) — село в Польщі, у гміні Казімеж-Біскупи Конінського повіту Великопольського воєводства.
Населення — 330 осіб (2011).
У 1975-1998 роках село належало до Конінського воєводства.

## Демографія
Демографічна структура станом на 31 березня 2011 року:
|          | Загалом | Допрацездатний вік | Працездатний вік | Постпрацездатний вік |
| -------- | ------- | ------------------ | ---------------- | -------------------- |
| Чоловіки | 156     | 34                 | 108              | 14                   |
| Жінки    | 174     | 40                 | 105              | 29                   |
| Разом    | 330     | 74                 | 213              | 43                   |